# Castelo de Ashton Keynes
O Castelo de Ashton Keynes localizava-se na vila de Ashton Keynes, próximo da cidade de Cricklade em Wiltshire, Inglaterra.

## História
O castelo foi construído no século XII pela família Keynes. O aspecto geral dos restos sugere que as ruínas são de uma fortificação que fica entre um anel e um castelo de mota, que, de acordo com Renn, é a prova de que este castelo em vez do Castelo de Cerney do Sul é o que foi capturado pelo rei Estêvão de Miles de Gloucester durante a Anarquia.
Escavações realizadas por G.M. Knocker e outros desenterraram telhas de piso, cerâmica envidraçada e sem manchas, e outros itens datados do início do século XII ao XIII. Essas descobertas, com a condição e a forma de fortificações, são consistentes com a teoria de que o propósito militar do castelo durou pouco, e foi convertido em uma mansão pelos de Keynes logo depois.